# Rudolf Clausius
Rudolf Julius Emanuel Clausius (2 tháng 1 năm 1822 – 24 tháng 8 năm 1888), là nhà vật lý và là nhà toán học người Đức được xem là người đặt nền móng khoa học cho nhiệt động lực học. Cũng như phát biểu của ông về nguyên lí Sadi Carnot thường được biết đến như chu trình Carnot, ông đặt lý thuyết về nhiệt trên một cơ sở vững chắc hơn. Bài báo quan trọng nhất của Clausius: Lý thuyết cơ khí của nhiệt, xuất bản năm 1850, nêu những ý tưởng cơ bản về nguyên lý hai nhiệt động lực học. Năm 1865 Clausius đưa ra khái niệm về entropy.

## Cuộc đời
Clausius được sinh ra tại Köslin (nay là Koszalin) một tỉnh của Pomerania. Ông bắt đầu con đường học vấn tại một ngôi trường của cha ông. Sau đó vài năm, Clausius đến trường Gymnasium tại Stettin (nay là Szczecin). Clausius tốt nghiệp đại học Berlin năm 1844, nơi mà ông học toán và vật lý với Heinrich Magnus, Johann Dirichlet và Jakob Steiner. Ông cũng học lịch sử với Leopold von Ranke. Suốt năm 1847, Ông nhận học vị tiến sĩ tại Đại học Halle nhờ hiệu ứng quang học của khí quyển Trái Đất. Sau đó ông là giáo sư vật lý tại Trường pháo binh hoàng gia, Trường cơ khí tại Berlin và là giảng viên tại Đại Học Berlin. Năm 1855, ông trở thành giáo sư tại ETH Zürich, viện công nghệ liên bang Thuỵ sỹ tại Zürich, nơi ông làm việc cho đến năm 1867. Trong suốt những năm đó, Clausius chuyển đến Đại học Würzburg và hai năm sau, năm 1869 đến Bonn.
Năm 1870 Clausius tổ chức một đoàn xe cứu thương trong chiến tranh Pháp-Phổ. Ông bị thương trong một trận đánh và bị tàn phế lâu dài. Ông được tặng Huân chương Thập tự Sắt vì những cống hiến của mình cho phía Đức trong cuộc chiến tranh.
Vợ ông, Adelheid Rimpham, chết trong khi sinh con năm 1875, bỏ lại ông với sáu đứa con. Ông tiếp tục giảng dạy nhưng có ít thời gian nghiên cứu hơn.
Năm 1886, Clausius tái hôn với Sophie Stack và họ có một đứa con khác.
Hai năm sau, vào ngày 24 tháng 8 năm 1888, ông qua đời tại Bonn, Đức.

## Công việc
Luận án tiến sĩ về khúc xạ ánh sáng của Clausius cho chúng ta biết rằng màu sắc của bầu trời do hiện tượng phản xạ và khúc xạ ánh sáng tạo thành. Sau đó, Lord Rayleigh chỉ ra rằng do hiện tượng tán sắc ánh sáng.
Bài báo nổi tiếng nhất của Clausius là, "Über die bewegende Kraft der Wärme" ("Sự di chuyển của nhiệt và các luật về nhiệt có thể được suy ra từ đó") được xuất bản năm 1850, và các lý thuyết cơ học của nhiệt. Trong bài báo này, Clausius đã chỉ ra mâu thuẫn giữa nguyên lý Carnot và định luật bảo toàn năng lượng. Clausius đã phát biểu hai nguyên lý nhiệt động lực học để khắc phục mâu thuẫn của ba nguyên lý nhiệt động lực học (được phát triển bởi Walther Nernst, trong khoảng năm 1906–1912). Bài báo này khiến cho ông trở nên nổi tiếng trong số các nhà khoa học.
Trong suốt năm 1857, Clausius đã góp phần phát triển lý thuyết động lực sau khi được đưa ra bởi August Krönig, nó là một mô hình khí động lực đơn giản gồm chuyển động tịnh tiến, chyển động quay và dao động của các phân tử. Cũng trong cùng công việc này, ông đưa ra 'quỹ đạo tự do' của hạt.

Clausius đã suy ra quan hệ Clausius-Clapeyron từ nhiệt động lực học. Mối quan hệ này là một đặc trưng của giai đoạn chuyển tiếp giữa hai trạng thái, chẳng hạn như lỏng và rắn. Điều này đã được phát triển lần đầu năm 1834 bởi Émile Clapeyron.

### Entropy
Vào năm 1865, Clausius là người đầu tiên đưa ra quan điểm toán học cho entropy, và cũng là người đặt tên cho nó. Ông là người đặt ra đơn vị 'Clausius' (ký hiệu: Cl) cho entropy. Clausius chọn từ "entropy" vì theo tiếng Hy Lạp, en+tropein, là "nội năng chuyển đổi".

1 Cl = 1 cal/°C = 4.1868 joules trên mỗi kelvin (J/K)

## Danh hiệu
- Ông được chọn làm thành viên của Hội Hoàng gia London vào năm 1868 và nhận Huy chương Copley vào năm 1879.
- Ông được chọn làm thành viên của Viện Hàn lâm Khoa học Hoàng gia Thuỵ Điển vào năm 1878.
- Ông nhận Huy chương Huygens vào năm 1870.
- Ông nhận giải Poncelet năm 1883.
- Ông nhận học vị tiến sĩ danh dự từ đại học Würzburg năm 1882.
- Miệng núi lửa Clausius trên Mặt Trăng đã được đặt theo tên của ông.

## Trích dẫn
Sau đây là hai câu nói nổi tiếng của Clausius năm 1865:
"Năng lượng của vũ trụ là một hằng số."
"Entropy của vũ trụ có khuynh hướng đạt cực đại"